# Споразуми Тито—Шубашић
Споразуми Тито—Шубашић резултат су низа преговора које су водили вођа југословенских партизана Јосип Броз Тито и предсједник југословенске владе у егзилу Иван Шубашић у другој половини 1944. и почетком 1945. године. Споразуми су требали довести до стварања коалиционе владе у Југославији послије Другог свјетског рата која би била сачињена од представника Националног комитета за ослобођење Југославије и представника Владе Краљевине Југославије у егзилу.
Преговоре и споразуме који су настали подржали су и промовисали Савезници у Другом свјетском рату, нарочито Уједињено Краљевство. Британци су тај процес видјели као прилику да утичу на формирање послијератног режима у Југославији, који би иначе био у потпуности препуштен Титу и, вјероватно, Комунистичкој партији Југославије, која је предводила партизански покрет. Тито је тај процес видио као прилику да добије међународно дипломатско признање своје власти.
Први споразум или Вишки споразум био је почетни документ у процесу; закључен је на острву Вис јуна 1944. године. Други споразум или Београдски споразум био је средишњи документ у процесу; парафиран је 1. новембра 1944. у Београду, али је његово спровођење одложено због потребе да се ријеши спор — између Тита, Шубашића и југословенског краља Петра II — везан за именовање у намјесништво. Процес је окончан 7. марта 1945. успостављањем Привремене владе Демократске Федеративне Југославије. Тито је тако постао предсједник владе Југославије.
Једна од занимљивости везаних за овај споразум је и та да су Шубашић и Тито рођени истог дана и године, 7. маја 1892.

## Позадина
У априлу 1941. силе Осовине су извршиле инвазију и убрзо окупирале Југославију. Када се чинило да је пораз Југославије неминован, Комунистичка партија Југославије (КПЈ) издала је директиву за својих 8.000 чланова по којој су требали складиштити оружје у очекивању оружаног отпора. До краја 1941. оружани отпор се проширио на све области земље, изузев Македоније. Надовезујући се на своје искуство у тајним операцијама широм земље, КПЈ је наставила да организује југословенске партизане, као борце отпора, које је предводио Јосип Броз Тито. КПЈ је оцијенила да је њемачке инвазија на Совјетски Савез створила повољне услове за устанак. Као одговор, Политбиро Централног комитета КПЈ је основао Главни штаб Народноослободилачких партизанских одреда Југославије 27. јуна 1941, са Титом као врховним командантом.
На подстрек Тита и КПЈ 26—27. новембра 1942. основано је Антифашистичко вијеће народног ослобођења Југославије (АВНОЈ). АВНОЈ се прогласио будућим законодавним тијелом нове југословенске државе, потврдио опредјељење за успостављање демократске федерације, негирао ауторитет југословенске владе у егзилу и забранио југословенском краљу Петру II повратак у земљу. Поред тога, основан је и Национални комитет ослобођења Југославије (НКОЈ) који је од АВНОЈ-а потврђен као орган извршене власти.
Тито је 3. јуна евакуисан у Бари, након слома главног штаба у Дрвару послије њемачког ваздушног десанта крајем маја 1944. године. Убрзо након тога, превезен је разарачем Блекмор на острво Вис. До 9. јуна, британска и совјетска мисија су успостављене на острву.

## Вишки споразум
Британски премијер Винстон Черчил је 12. априла 1944. почео да врши притисак на Петра II како би именовао бившег бана Бановине Хрватске Ивана Шубашића на дужност предсједника југословенске владе у егзилу. Петар II се повиновао 1. јуна, а Шубашић је прихватио ту дужност, уједно се и вратио из Сједињених Америчких Држава гдје је живио од 1941. године. Шубашић се са Титом састао на острву Вис двије седмице касније. Черчил је послао писмо Титу уочи састанка у којем је навео значај који британска влада придаје будућем споразуму између њега и владе у егзилу.
Током састанка је настао Вишки споразум, којим је декларирано да је воља потписника да формирају коалициону владу, али ће се о систему власти у Југославији одлучивати тек послије завршетка рата. Шубашић је прихватио одлуке АВНОЈ-а у децембру 1943. и признао легитимитет органа које је основао АВНОЈ. Питање опстанка југословенске монархије остављено је за послије рата. Споразум је потписан 16. јуна. Тито је тада рекао да га прије свега брине ослобођење земље — и тврдио је да успостављање комунистичког режима није главни циљ.

## Напуљска конференција и лет за Москву
Черчил је сматрао да Тито не чини довољно у замјену за британску подршку, посебно наводећи британску заштиту острва Вис. Његово незадовољство је поновило британско министарство спољних послова. Ситуација је довело до састанка Черчила и Тита у Напуљу 12. августа. Ту је Черчил представио Титу британски захтјев по коме се од Тита тражи да се јавно одрекне сваке могућности прибјегавања оружаној сили да би утицао на промјену политичког система у послијератној Југославији. Черчил је такође желио да Тито изјави да не тежи успостављању комунистичког режима послије рата. Тито је избјегавао ова питања на састанку.
Мјесец дана касније, Петар II је 12. септембра емитовао проглас у коме се позива на националној јединство и оданост Титу. Тито се 18. септембра састао са совјетским лидером Јосифом Стаљином у Москви гдје је добио обећање да ће Црвена армија помоћи у предстојећој Београдској офанзиви, као и њен одлазак убрзо након тога. Најзначајније, састанак је означио совјетско признање Титове власти у Југославији. Британци су схватили да ће совјетске снаге ући у Југославији, што ће ограничити британски утицај. Током 4. московске конференције, у покушају да ублажи посљедице, Черчил је покушао да ограничи совјетски утицај у Југославији кроз договор о процентима.

## Београдски споразум
Убрзо након тога, Шубашић се вратио у Југославију и стигао у Титов штаб у Вршцу 23. октобра 1944. године. Пошто су њих двојица требали да наставе преговоре о послијератној влади, обојици су британски и совјетски министар спољних послова — Ентони Идн и Вјачеслав Молотов — послали поруке у којима се изражава нада да ће разговори резултовати успостављањем коалиционе владе. Тито и Шубашић су наставили разговоре 28. октобра. Од британских и совјетских шефова мисија је 1. новембра затражено да присуствују парафирању нацрта споразума као свједоци.
У новом споразуму, стране су дале детаљан план за коалициону владу предвиђену на Вису раније исте године. У споразуму је првобитно прецизирано да ће нова влада имати 18 чланова — 12 из редова НКОЈ-а и 6 из владе у егзилу. Тито је требао да буде предсједник владе, а Шубашић његов замјеник и министар спољних послова. Нова влада би расписала изборе како би се донијела одлука о систему управљања земљом. У међувремену, Југославија би теоретски остала монархија. Петар II би био титуларни владар земље, али би остао у иностранству. Умјесто њега, споразум је предвиђао намјесништво сачињено од три регента који ће представљати краља у Југославији, иако је такође одлучено да се споразум потписује само уз краљево одобрење.
Будући да је Титов став имао подршку партизанских снага у земљи, а Шубашић није имао могућност да врши такав притисак, намјесништво се тумачи као Титов уступак влади у егзилу, осмишљен да промовише добру вољу међу западним Савезницима. Споразумом је такође утврђено да ће, када се рат заврши, нова влада издати проглас који подржава демократске слободе и личне слободе, укључујући и слободно исповиједање вјероисповијести и слободу штампе. Међутим, Тито је већ од јануара 1945. почео јавно да мијења свој став.
Британске дипломате су истакле да би предложена влада заправо имала 28 чланова са правом гласа (са додатних 10 из НКОЈ-а) и да је половина Шубашићевог кабинета у новој влади подржала Тита — дајући Титу предност од 25 напрема 3. Шубашић је 20. новембра отишао у Москву да тражи Стаљинову подршку за споразуме прије него што се вратио у Лондон. Овакав начин дјеловања навео је Петра II да размисли о смјени Шубашића, а разувјерила га је Черчилова интервенција.
Тито и Шубашић су 7. децембра потписали два додатна споразума која се односе на избор Уставотворне скупштине, располагање имовином Петра II и намјесништво. На састанку одржаном тога дана, шеф британске мисије у Југославији Фицрој Маклејн рекао је Титу да ће Британци размотрити дипломатско признање његове власти само ако Шубашић и он успјешно формирају коалициону владу.

## Питање намјесништва
На састанку са Черчилом и Идном 21. децембра и у писмима британском премијеру од 29. децембра 1944. и 4. јануара 1945, Петар II је одбацио предложено намјесништво као неуставно. Ипак, Черчил је вршио притисак на краља да прихвати све одлуке будуће владе везане са намјесништво. Без обзира на то, краљ се 11. јануара формално успротивио одлуци да намјесништво и АВНОЈ имају законодавна овлашћења и одбацио споразуме Тито—Шубашић. Краљ је 22. јануара смијенио Шубашића јер је закључио споразум без консултације са њим.
Као одговор, Британци су тражили и добили подршку Сједињених Држава да Шубашић, упркос краљевим примједбама, настави са спровођењем споразума са Титом, који је био обавијештен и прихватио такав поступак. Британци су можда били мотивисани страхом да би Совјетски Савез могао једноставно признати НКОЈ као југословенску владу. У периоду од 25. до 29. јануара, Петар II је повукао разрјешење Шубашића након што је преговарао са њим и договорио се да ће влада у егзилу поднијети оставку и да ће Шубашић бити поново именован са задатком да потпомогне краљеве ставове о његовом праву да именује намјесништво.
Пошто је влада коју је предводио Шубашић требала да се врати у Београд 7. фебруара, краљ је предложио намјесништво које би чинили армијски генерал и бивши предсједник владе Душан Симовић, Јурај Шутеј (Хрват у Шубашићевој влади) и Душан Сернец (словеначки члан НКОЈ-а). Тито је 5. фебруара одбио да прихвати Шутеја и умјесто њега предложио Анту Мандића (хрватског члана АВНОЈ-а). Сљедећег дана се Шубашић успротивио Симовићевом именовању, наводећи његову одлуку да се 1941. преда силама Осовине без консултације са другим министрима у влади. Умјесто њега, предложио је да се именује Сретен Вукосављевић, члан његове владе у периоду послије склапања Вишког споразума. Спор је довео до одлагања премјештања владе.
Споразуми Тито—Шубашић разматрани су и подржани на Кримској конференцији, која је издала саопштење у којем се позива на спровођење споразума, проширење АВНОЈ-а на посланике ранијег сазива југословенског парламента који нису сарађивали са силама Осовине и подношење аката АВНОЈ-а на ратификацију изабраној уставотворној скупштини. Саопштење са Кримске конференције Титу је пренио Маклин и Тито га је у потпуности прихватио. Петар II и Шубашић су прихватили саопштење 12. фебруара. Краљ је приједлог чланства Вукосављевића у намјесништву замијенио приједлогом Милана Грола, док је притом истрајао у предлагању Шутеја. Тито је одбио оба именовања.
Тито и Шубашић су 26. фебруара закључили даљи споразум којим су Срнец и Мандић наведени као словеначки и хрватски чланови намјесништва и дали су списак од четири потенцијална српска члана намјесништва које краљ може изабрати. Краљ је обавијештен да има рок до краја седмице да се повинује, иначе би се претпоставио његов пристанак. Петар II се повиновао и одабрао Срђана Будисављевића (бившег министра у влади у егзилу). Своју одлуку краљ је представио предсједнику АВНОЈ-а Ивану Рибару у Лондону 3. марта. Шубашићева влада је три дана касније поднијела оставку. Намјесништво је, у свом једином званичном акту, 7. марта именовало привремену владу Југославије од 28 чланова, у складу са споразумом Тито—Шубашић.

## Посљедице
У знак признања нове југословенске владе, британски, совјетски и амерички амбасадори су послати у Београд у другој половини марта. Нова власт се у почетку опредијелила да прокламује свој антифашизам, „братство и јединство” народа који живе у Југославији и опште хуманистичке вриједности. Међутим, како су се приближавали избори заказани за јесен 1945, комунисти су постепено постављани на кључне дужности, а грађанска права и слободе су све више сужаване. Такође, уведено је законодавство по коме су кривично гоњени стварни и наводни непријатељи народа и државе.
С једне стране, влада у егзилу и Шубашић су хтјели да ограниче комунистичку контролу над послијератном владом Југославије кроз споразуме са Титом, вјероватно уз британску помоћ. С друге стране, Тито је настојао да искористи споразуме да ојача легитимитет свог права на власт повезујући се са владом у егзилу и формирањем широке владајуће коалиције. Привремена влада успостављена у марту 1945. укључивала је Тита као предсједника владе и Шубашића као министра спољних послова, уједно и као једно од једанаест министара некомунистичке владе. Међутим, само шест од једанаест су претходно били чланови владе у егзилу. Од тих шест, само тројица нису били присталице, или на други начин нису били повезани са партизанима — Шубашић, Шутеј и Грол, који су дали оставке у року од неколико мјесеци — Грол у августу, а остали у октобру.